# Žulová tkanina
Žulová tkanina (angl.: granite cloth) je výrobek s povrchem vzhledově podobným žulovému kamenu. 

## Způsob výroby a použití
Žulové tkaniny se vyráběly jen asi do poloviny 20. století, v 21. století jsou známé jen jako vintage nebo jako textilie se žulovou barvou.
Tkanina se vyráběla z tvrdě kroucené vlněné příze (lacinější druhy byly tkané z bavlněné osnovy). Základní  atlasová vazba se tkala nejčastěji se střídou 8/8 nití, dvě základní vazby se často kombinovaly tak, že vznikala krepová tkanina.
Tkanina byla lehká a trvanlivá, používala se hlavně na sukně a obleky.

## Galerie

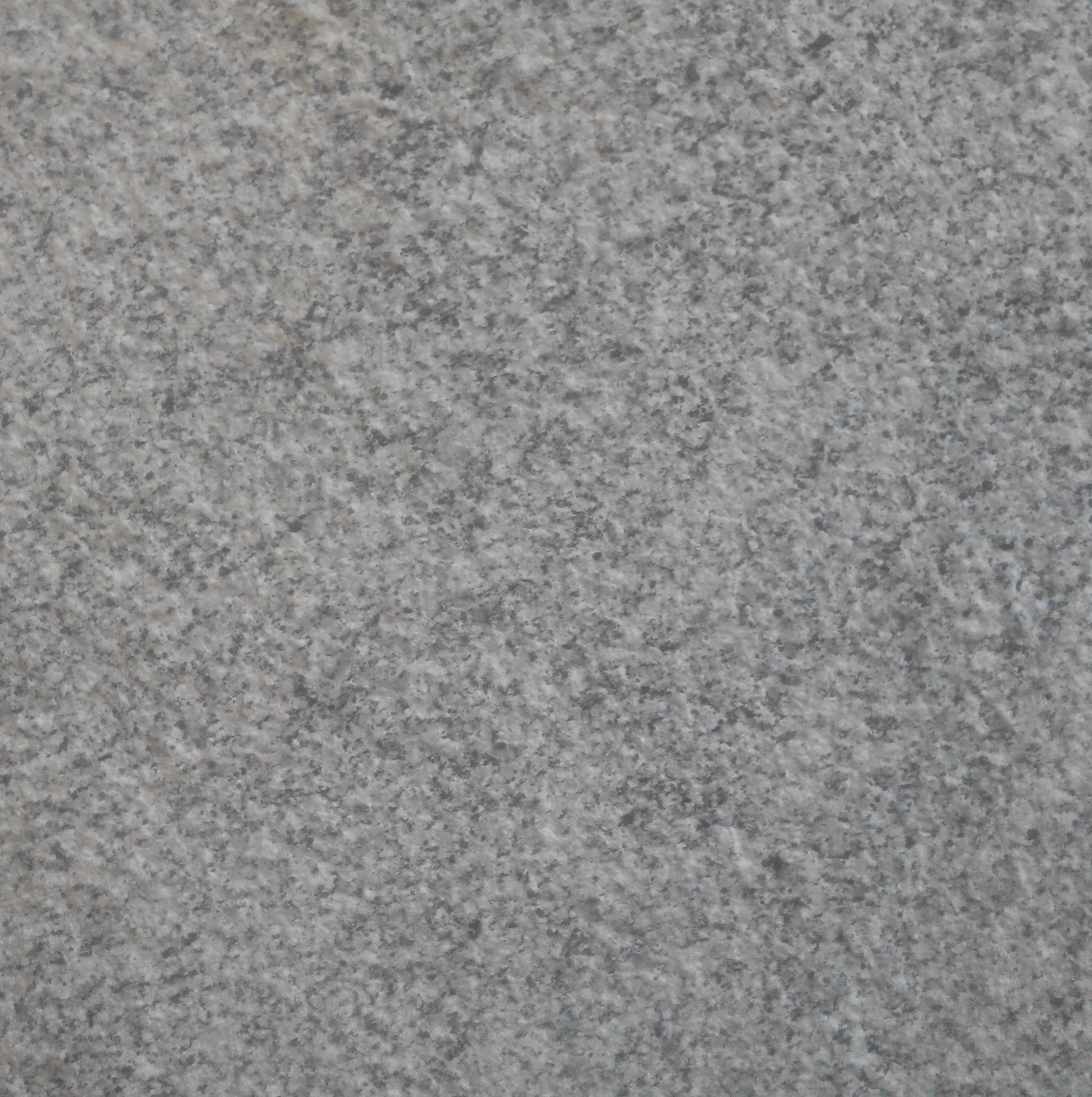
Žulový kámen
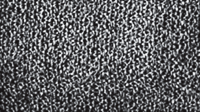
Žulová tkanina z roku 1923
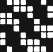
Vzornice nejpoužívanější varianty vazeb žulových tkanin